# World of Birds
Koordinaten: 34° 1′ 3″ S, 18° 21′ 45″ O
World of Birds ist ein Vogelpark in Hout Bay, einem Ortsteil von Kapstadt in der südafrikanischen Provinz Westkap. Da auf dem Gelände neben den Vogelarten außerdem Affen und andere Tiere gehalten werden, wird der Park auch als World of Birds Wildlife Sanctuary and Monkey Park bezeichnet, meist wird jedoch die Kurzform World of Birds verwendet. Die ca. 4,0 Hektar große Anlage wird jährlich von rund 100.000 Gästen besucht.

## Artenspektrum
Im Vogelpark World of Birds leben rund 3000 Tiere in ca. 400 Arten. Schwerpunktmäßig werden Vögel aus Afrika gehalten. Das Artenspektrum umfasst Vögel verschiedenster Gattungen, Familien und Ordnungen. Auf den Gewässern der Anlage leben mehrere Arten von Wasservögeln. Seit der Eröffnung kümmert sich der Vogelpark um verletzte oder kranke Tiere. Monatlich werden bis zu 200 Vögel und andere Tiere zur Hilfe und Pflege aufgenommen und gepflegt. Der No-Kill-Grundsatz hat dadurch Hunderten von Vögeln und weiteren Tieren ohne staatliche Unterstützung dauerhaften Schutz gewährt. Die Naturschutzabteilung des Parks konzentriert sich auf Arterhaltung, Zucht, Bildung und Wissenschaft. World of Birds ist damit ein bedeutendes Zuchtzentrum für bedrohte Vogelarten. Ziel ist es zudem, den Tieren eine Umwelt zu schaffen, die stark ihrer natürlichen Umgebung ähnelt. Einen breiten Raum nimmt die Haltung von Greifvögeln ein. Die nachfolgenden Bilder zeigen eine Auswahl von Raubvögeln aus dem Bestand des Vogelparks.

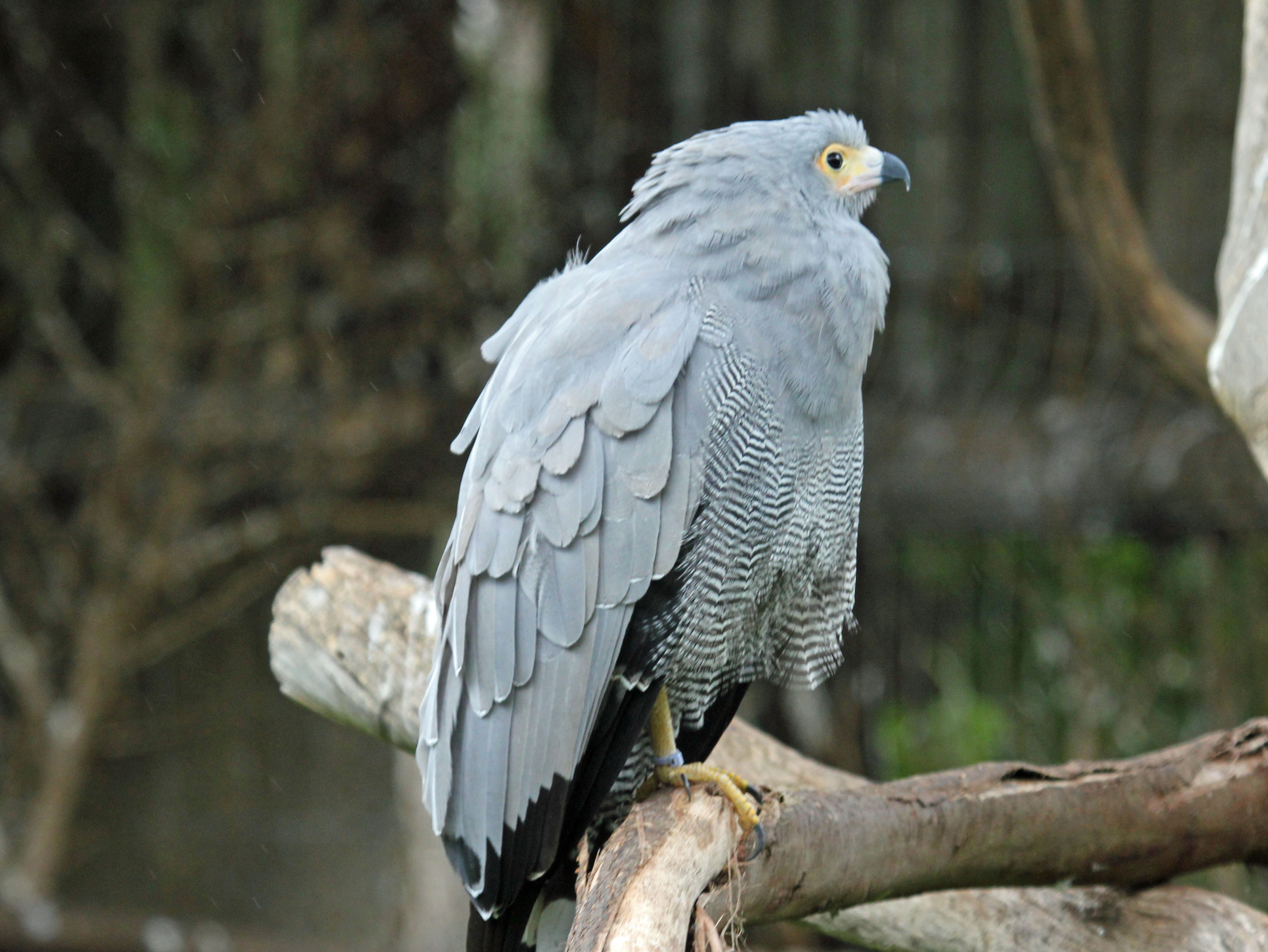
Höhlenweih (Polyboroides typus)
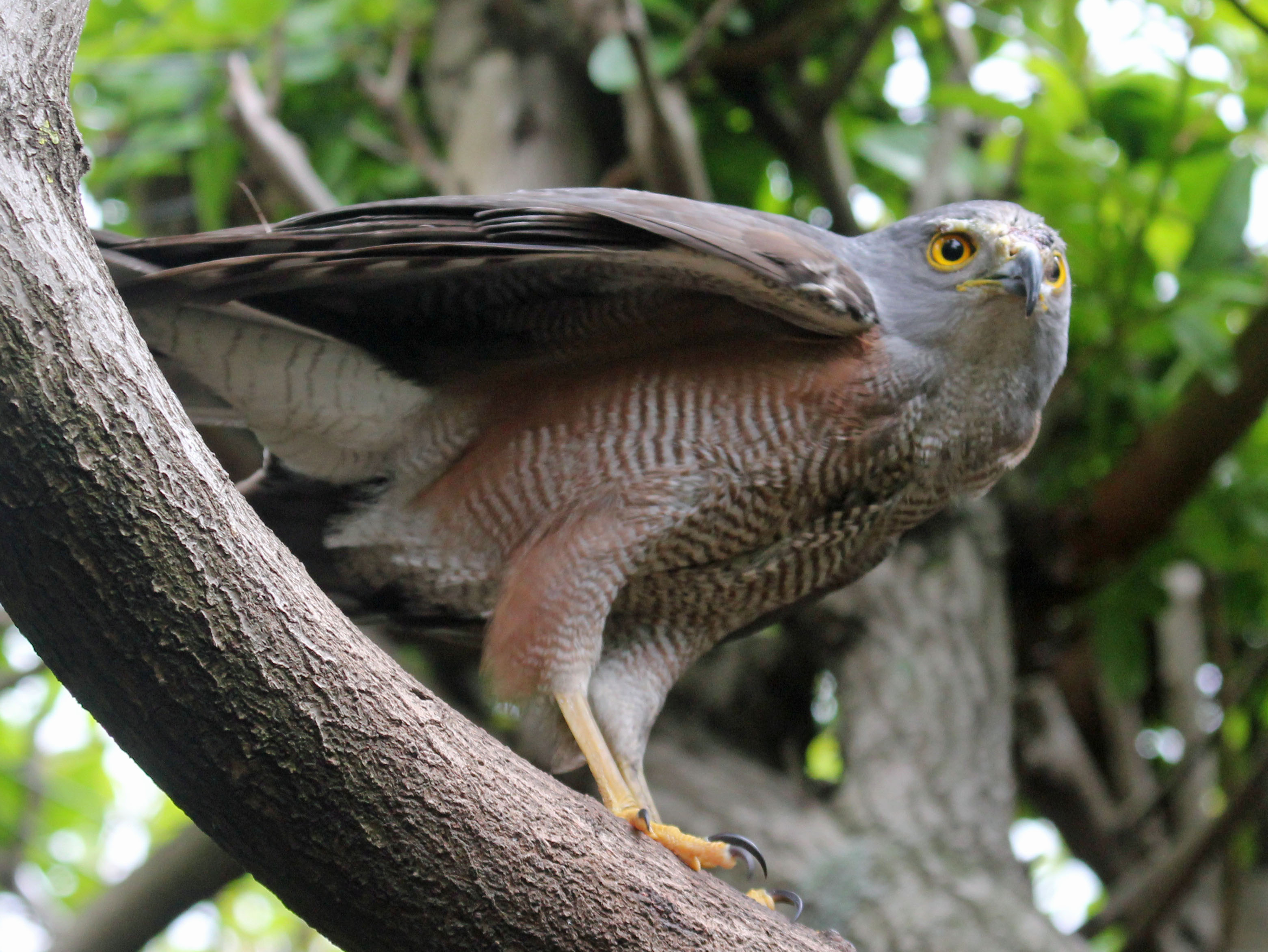
Afrikahabicht (Accipiter tachiro)
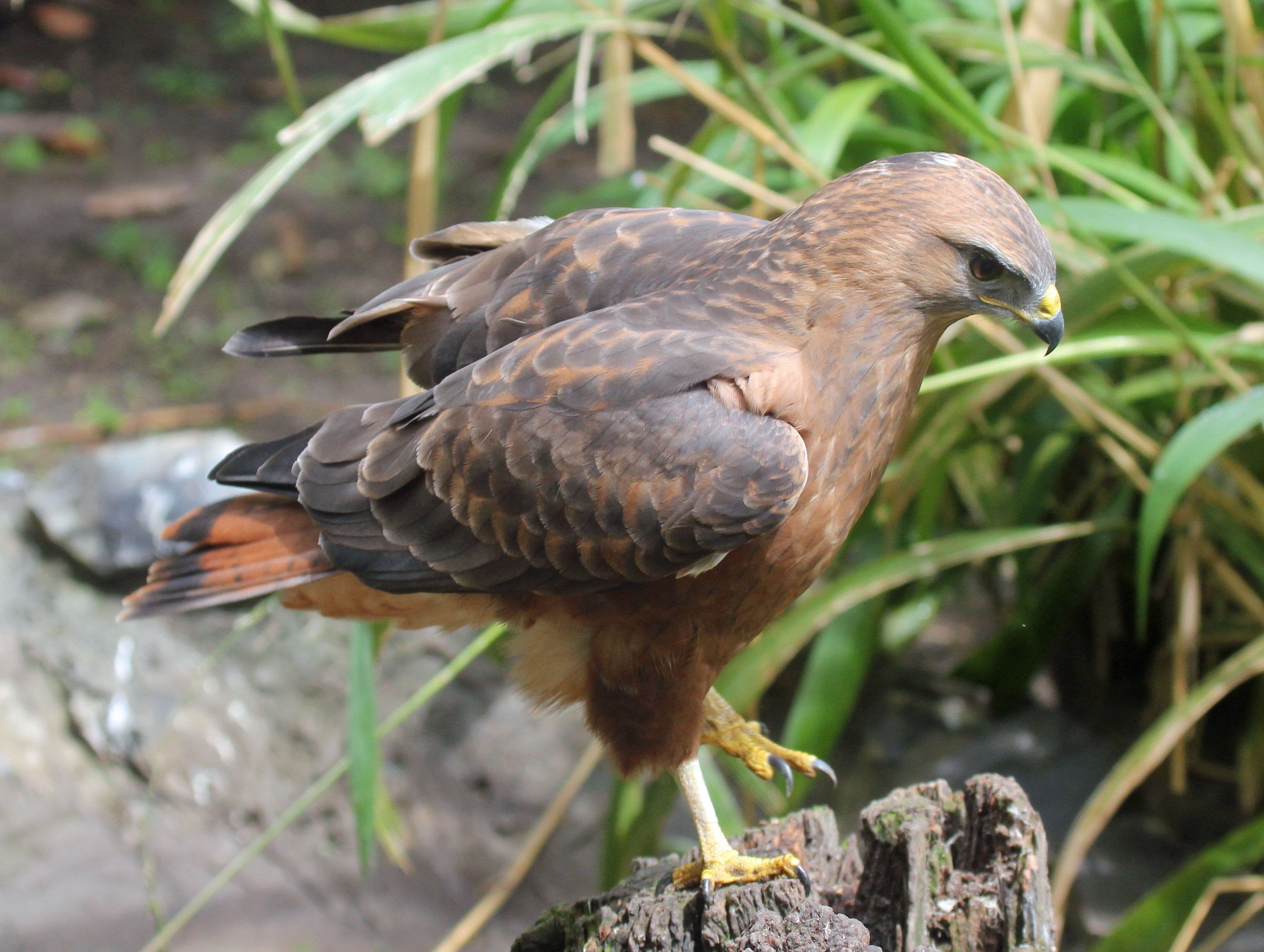
Falkenbussard (Buteo buteo vulpinus)
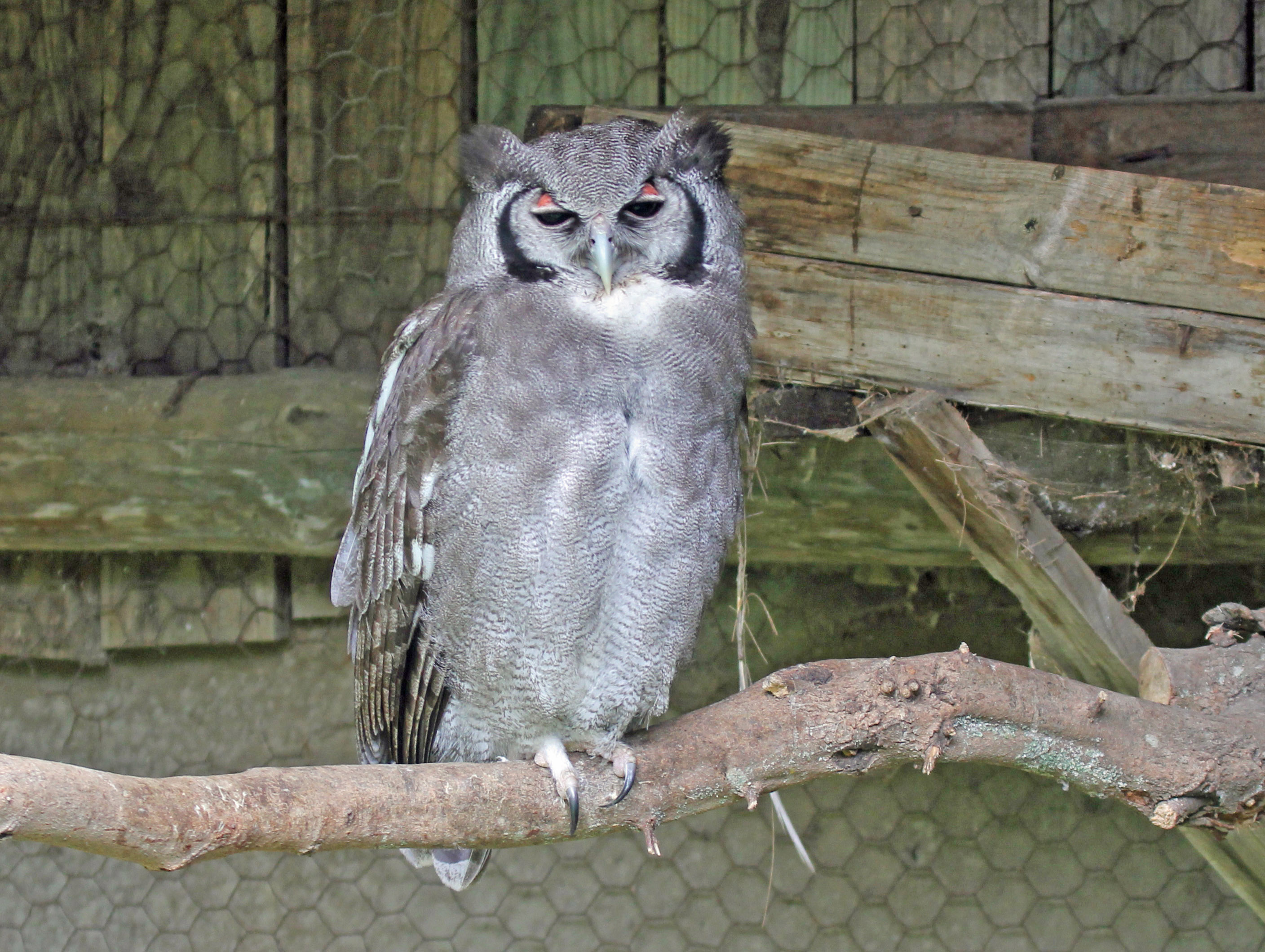
Blassuhu (Ketupa lactea)
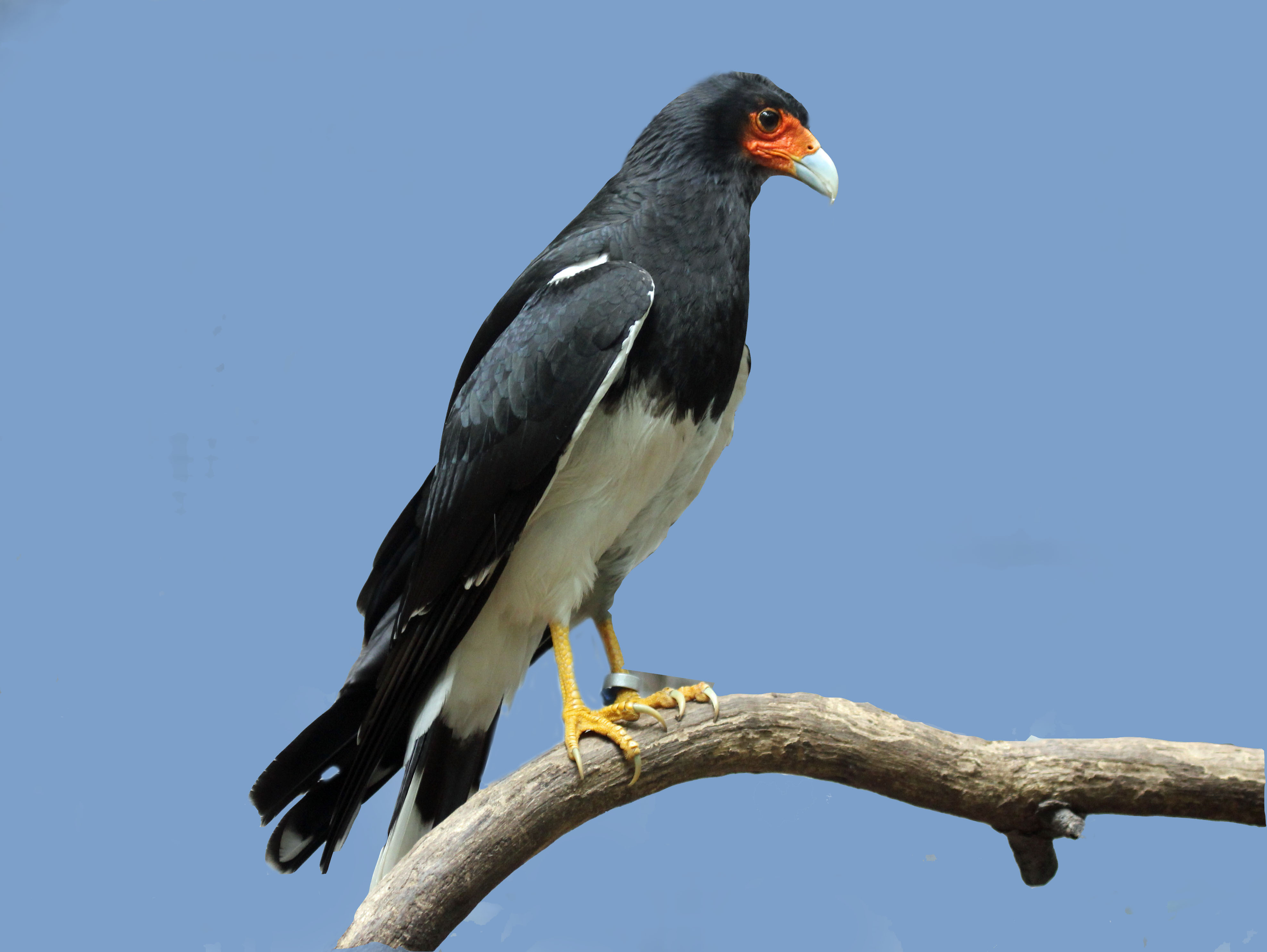
Bergkarakara (Daptrius megalopterus)
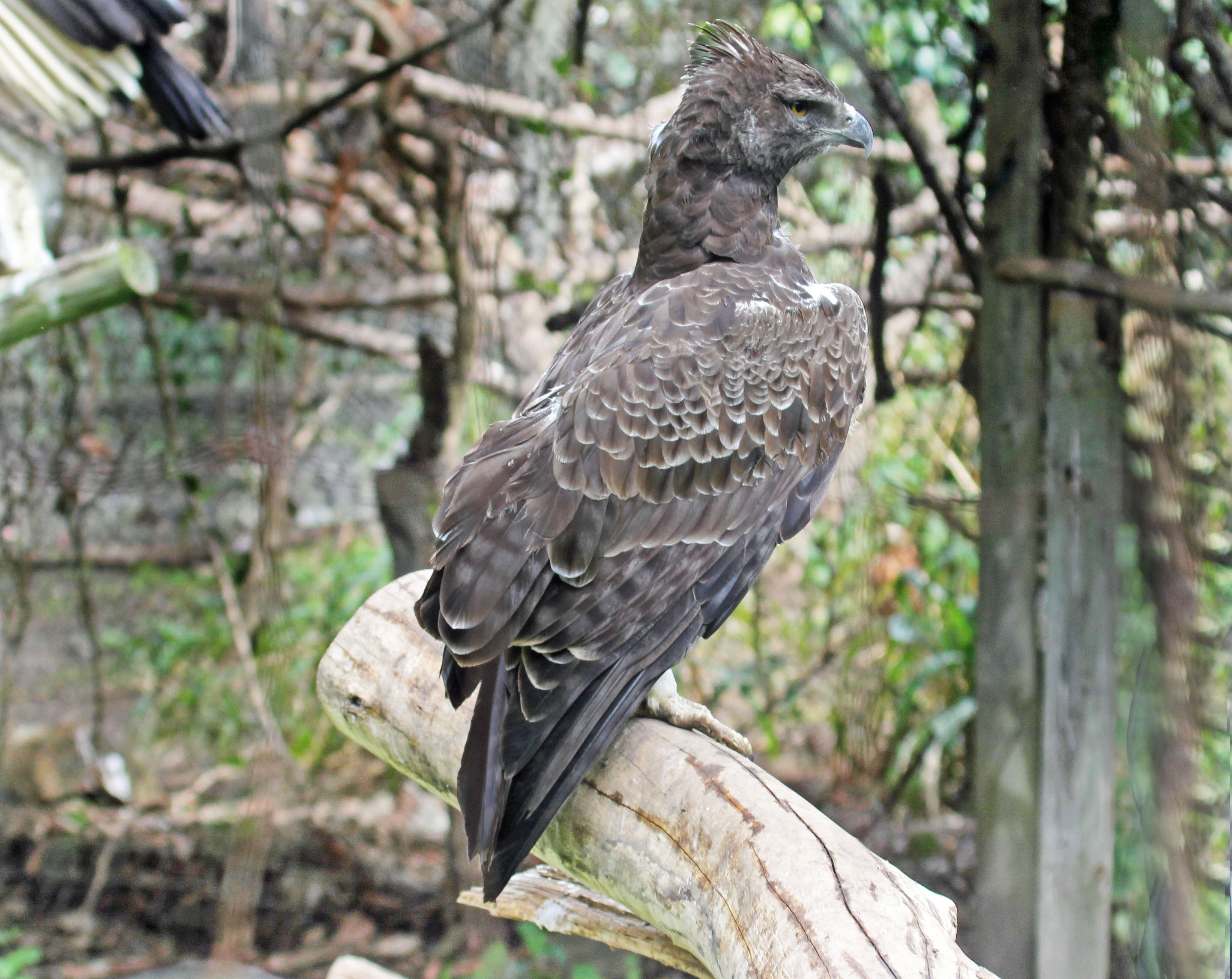
Kampfadler (Polemaetus bellicosus)
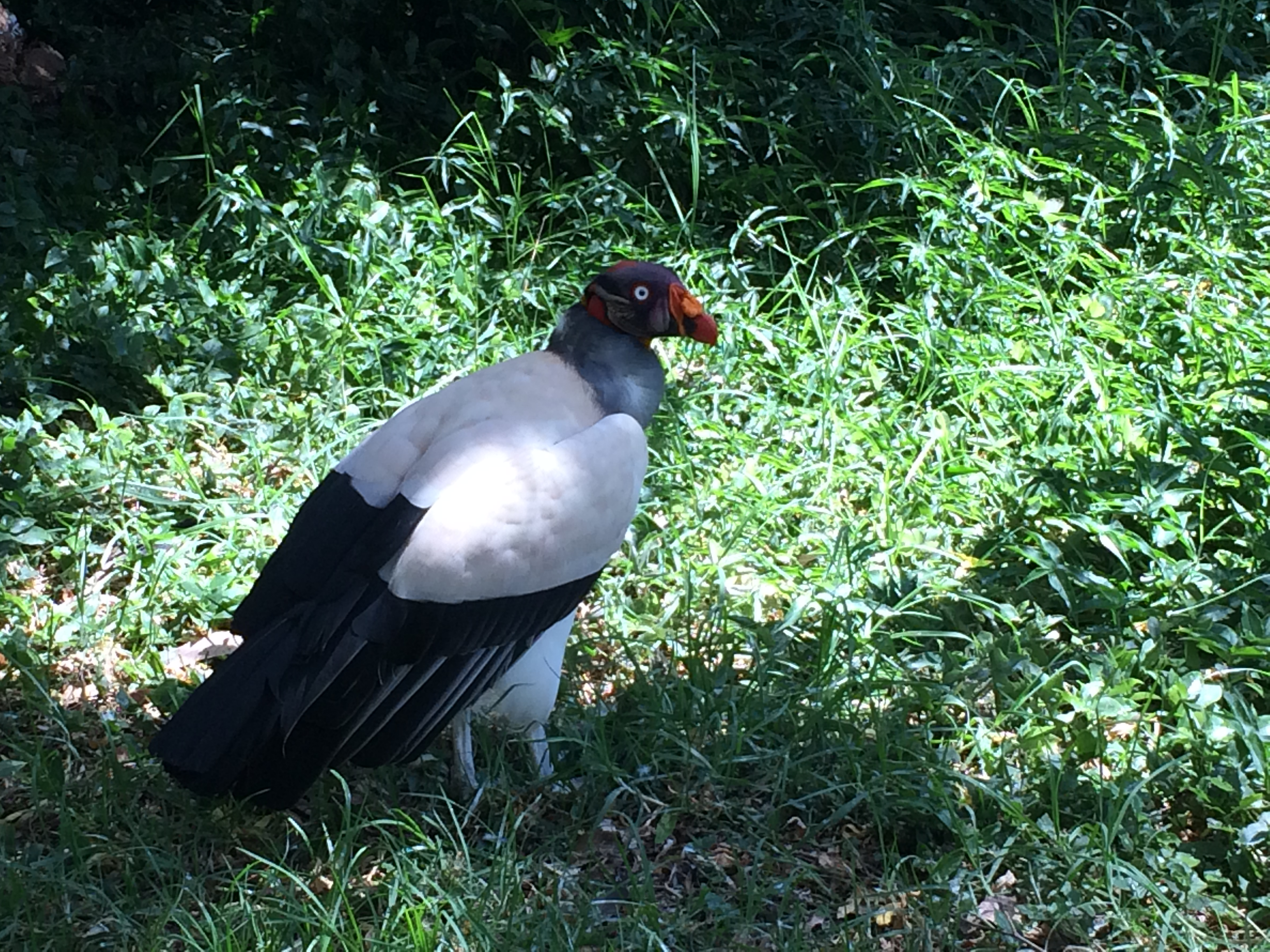
Königsgeier (Sarcoramphus papa)
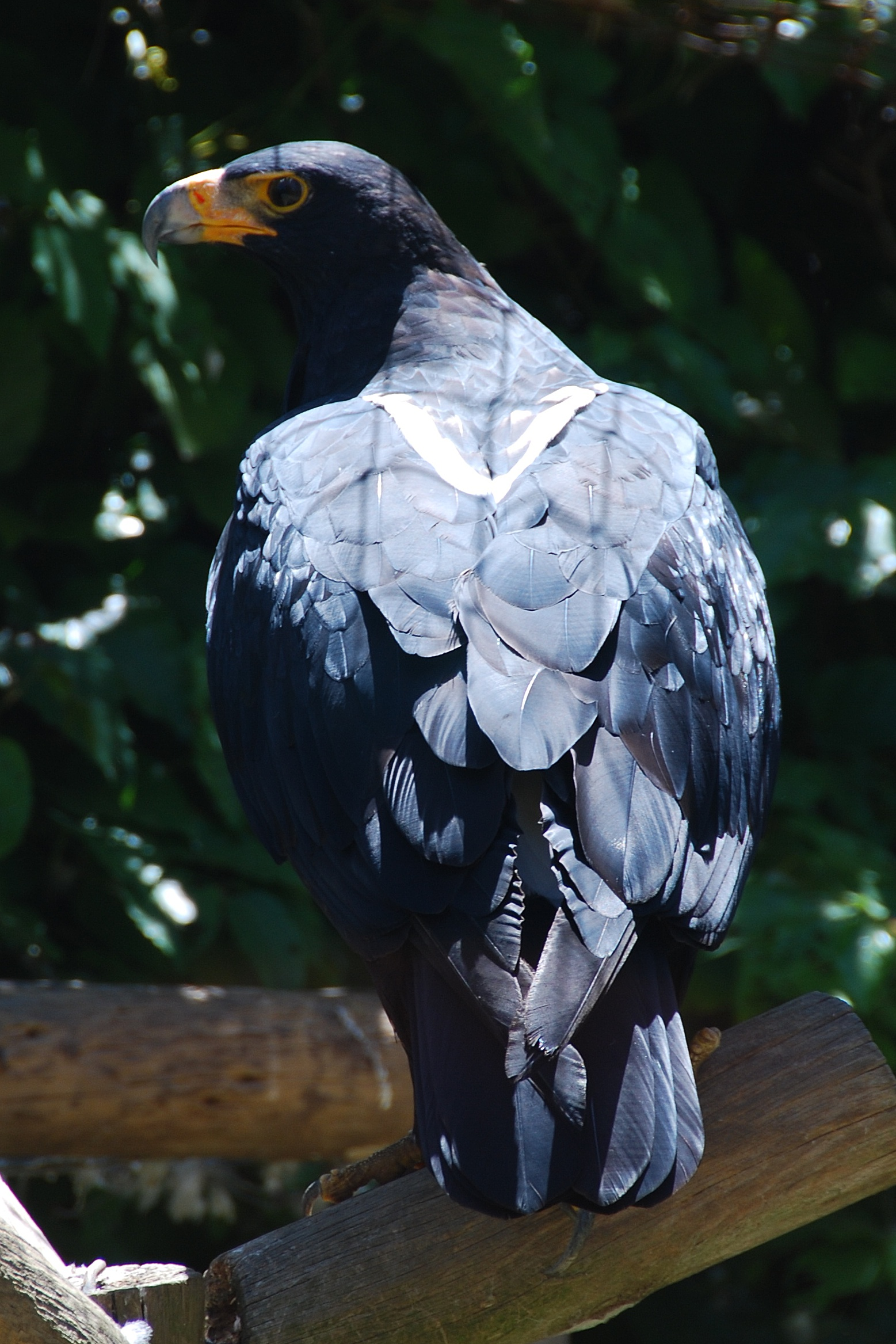
Klippenadler (Aquila verreauxii)

## Anlagengestaltung
Das ganze Areal ist sehr abwechslungsreich mit Gartenanlagen sowie Teichen gestaltet und mit Rundwegen entlang der einzelnen Volieren versehen. Der landschaftliche Reiz der Anlagen wird durch den in der Ferne sichtbaren Tafelberg unterstrichen. Ein Großteil der Vögel bewegt sich frei auf dem Gelände. Eine separate, Monkey Jungle genannte Abteilung zeigt mehrere Primatenarten. Schlangen und Leguane befinden sich in einer Reptilienabteilung. Kinder können mit Meerschweinchen und Landschildkröten Streicheleinheiten austauschen.